# Raimund Brittner
Raimund Brittner (* 10. Januar 1963) ist ein ehemaliger deutscher Fußballspieler.

## Laufbahn
Der Mittelfeldspieler absolvierte in der Saison 1986/87 29 Spiele in der 2. Fußball-Bundesliga für den FSV Salmrohr und schoss dabei ein Tor.
Bereits 1985 war Brittner mit Salmrohr Meister der Oberliga Südwest geworden, aber in der Aufstiegsrunde zur zweiten Liga gescheitert. 1986 qualifizierte sich der FSV Salmrohr als Vize-Meister der Amateur-Oberliga erneut für die Aufstiegsrunde. Neben Mitspielern wie Klaus Toppmöller, Bernd Hölzenbein und Edgar Schmitt feierte Raimund Brittner diesmal den Aufstieg. Die zweite Liga blieb ein einjähriges Gastspiel und der Mittelfeldspieler kehrte mit dem FSV Salmrohr in die Oberliga Südwest zurück. In der Saison 1989/90 wurde Raimund Brittner mit dem Verein erneut Vize-Meister und gewann zudem 1990 die Deutsche Amateurmeisterschaft. Mit dem FSV errang er 1992 noch einmal die Meisterschaft der Oberliga Südwest.

## Erfolge
- 1985 Meister der Oberliga Südwest
- 1986 Vize-Meister und Aufstieg in die 2. Bundesliga
- 1989 Rheinlandpokalsieger
- 1990 Vize-Meister und Deutscher Fußball-Amateurmeister
- 1992 Rheinlandpokalsieger
- 1992 Meister Amateur-Oberliga Südwest